# Riyo Mori
Riyo Mori (森 理世?, Mori Riyo; Aoi-ku, 24 dicembre 1986) è una modella giapponese, eletta Miss Universo 2007.

## Biografia
Riyo Mori iniziò a prendere lezioni di danza all'età di 4 anni. Successivamente si trasferì in Canada, dove frequentò la Quinte Ballet School of Canada, si laureò alla Centennial Secondary School di Belleville e divenne un'insegnante di danza giapponese.
Il 28 maggio 2007, Riyo Mori fu eletta Miss Universo, divenendo la seconda donna giapponese a vincere il prestigioso concorso di bellezza, dopo Akiko Kojima, eletta nel 1959. La Mori ha dichiarato di voler sfruttare il suo successo e la popolarità che ne deriva per dedicarsi alle cause umanitarie: «Credo di avere un'anima samurai, sono una persona molto paziente e posso servire gli altri», sostenne. Dopo la sua incoronazione, la Mori visitò molte nazioni, tra le quali l'Italia, l'Indonesia, la Spagna, la Cina e il Messico, e colse l'occasione per far ritorno in Giappone.
In televisione, Riyo Mori ha partecipato a due degli otto episodi del reality show Pageant Place, trasmesso da MTV.